# Bobby Cash
Pour les articles homonymes, voir Cash.
Bobby Cash, né le 22 octobre 1947, est un catcheur américain en semi-retraite, plus connu sous le pseudonyme de Porkchop Cash. Il a principalement travaillé dans les fédérations rattachées à la National Wrestling Alliance (NWA), comme la Continental Wrestling Association et la Georgia Championship Wrestling.

## Carrière dans le catch

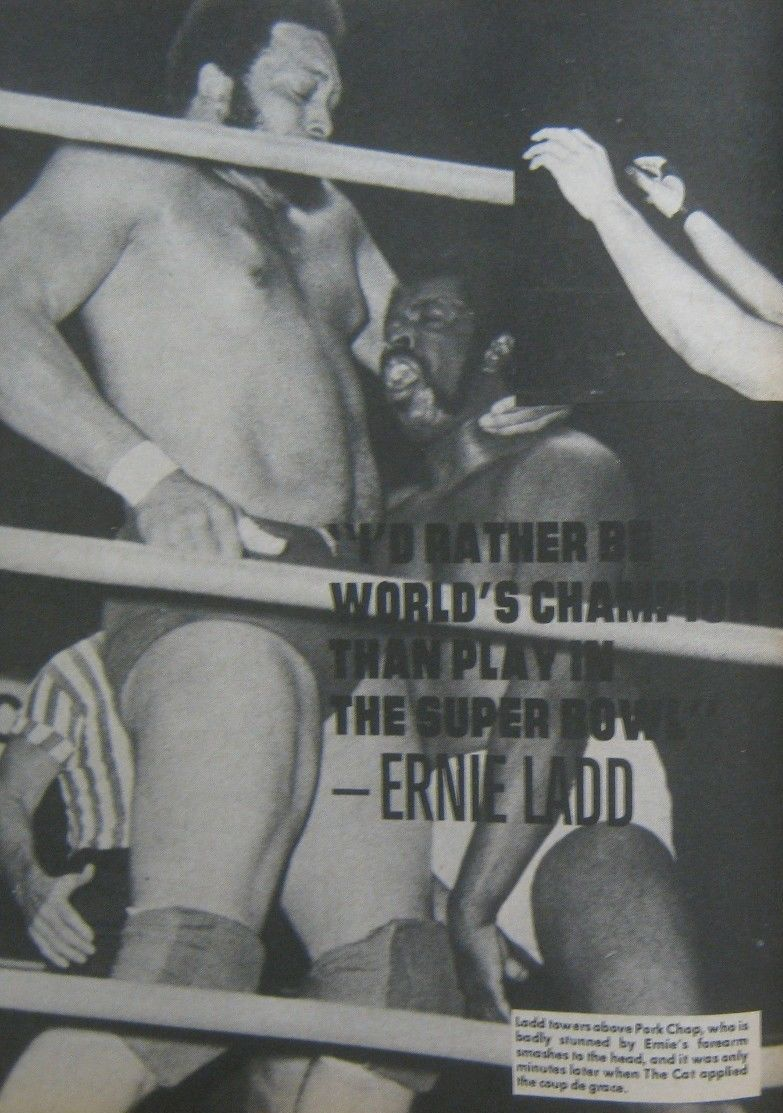
Ernie Ladd and Park Chap dans le magazine de catch Wrestling Annual de juin 1975

### NWA Hollywood Wrestling(1968-1976)
Cash commence à catcher au début de l'année 1968 pour la National Wrestling Alliance affiliée à la Championship Wrestling from Florida. il travaille aussi bien seul, qu'en équipe avec son partenaire Frank Hester. L'année suivante, il part à la NWA Hollywood Wrestling et remporte rapidement le championnat poids lourd des Amériques de la NWA en battant John Tolos le 22 mars 1974. Après deux mois de règne, il le perd contre Black Gordman. De mois plus tard, dans un match retour, Cash regagne la ceinture. Moins d'un mois après, il la perd contre Ernie Ladd.
Cash forme ensuite une équipe avec Manny Soto et remportent le championnat de la NWA par équipe des Amériques, le 24 juillet. Le mois suivant, ils perdent le titre contre Angel Blanco et Dr Wagner. Cash, seul, entre en rivalité avec Butcher Brannigan, et fait équipe avec Víctor Rivera (professional wrestler) (en) pour regagner le titre par équipe. le 14 septembre en battant Brannigan et Man Mountain Mike (en). Ils conservent la ceinture jusqu'à leur défaite face à Otto Von Heller et Kurt Von Hess (en), le 12 octobre. L'année suivante, il s"allie à S.D. Jones (en) pour remporter ce titre une troisième fois contre Jerry Brown et Buddy Roberts alors connu sous le nom de The Hollywood Blonds (en), mais leur rendent la ceinture le mois suivant. Cash remporte son dernier règne en 1976 quand, avec Frank Monte, ils battent Roddy Piper et Crusher Verdu. Leur victoire est brève et ils perdent celui-ci contre The Scorpions.

### Southeastern United States(1976-1977)
En 1976, Cash quitte la Californie pour travailler dans le Sud-Est des États-Unis. Son premier arrêt est la Géorgie pour la Georgia Championship Wrestling (en). Il s'allie à Tom Jones et remporte le championnat par équipe de Géorgie de la NWA en battant Jimmy (en) et Johnny Valiant. Le mois suivant, ils perdent les ceintures face à Gene Anderson (en) et Ole Anderson. Cash catche aussi à la NWA Mid-America basée dans le Tennessee. Il s'allie à Gorgeous George, Jr. pour remporter le championnat par équipe du Sud de la NWA en février 1977.
En Louisiane, Cash devient, par deux fois, champion par équipe de la version « Tri-State » du championnat par équipe des États-Unis de la NWA. Son premier règne est avec Mike George, contre The Medics (Billy Garrett et Jim Starr), le 16 août. Ils ne conservent le titre qu'une semaine et les perdent lors d'un match revanche. Cash regagne la ceinture en août, cette fois, avec l'aide de Dr X. L'équipe se sépare en septembre, toutefois, les deux anciens équipiers s’affrontent avec de nouveaux partenaires pour le contrôle du titre. Cash choisit de catcher avec Ray Candy et Dr X, Ciclón Negro. Negro et Dr X remportent le match, ce qui signe la fin du règne de Cash.

### NWA Tri-State(1981-1983)
Cash retourne en Louisiane en 1981, alors que la NWA Tri-State a été achetée par un nouveau propriétaire. Cash regagne le titre par équipe en s'alliant avec Doug Somers pour battre Eric Embry et Chief Frank Hill. Encore une fois, ce règne prend fin lorsque l'équipe se sépare, lorsque Cash et Somers continuent leurs carrières respectives.
L'année suivante, Cash rejoint la Mid-Atlantic Championship Wrestling (en) de Jim Crockett Jr.. Une fois encore, il réussit à remporter le titre par équipe. Une première fois par équipe avec Jay Youngblood (en), en mars 1982. Ils perdent le titre face à Don Kernodle (en) et Pvt. Jim Nelson. Cash, se joint alors à Iceman King Parsons pour remporter le titre. En août, cependant, Cash reperd le titre contre Kernodle et Nelson.

### Continental Wrestling Association(1982-1984)
Après avec quitté le territoire Mid-Atlantic, Porkchop Cash rejoint la Continental Wrestling Association (en) de Jerry Jarrett (en) basée à Memphis dans le 
Tennessee. Il forme rapidement une équipe avec Troy Graham (en) (qui catche sous le nom de « Dream Machine »), connu sous le nom de « The Bruise Brothers (professional wrestling) (en) ». Ils catchent en tant que heel et gagnent le championnat par équipe de la NWA du Sud par deux fois. The Bruise Brothers est dans le clan de la First Family de Jimmy Hart. Leurs principaux adversaires sont The Sheepherders (en), une équipe de Nouvelle-Zélande. Ils battent Dutch Mantel et Koko B. Ware et remportent leur premier championnat le 3 octobre 1983. Ils ont aussi une série de matchs avec le The Rock 'n' Roll Express (en) leur laissant leurs ceintures. Leurs rivalités culminent le 7 novembre, lorsque Cash et Graham perdent leur match et les ceintures et attaquent l'arbitre, Paul Morton, le père de Ricky Morton du The Rock 'n' Roll Express (en). The Bruise Brothers vengent leurs défaite une semaine plus tard. Le 29 novembre, perdent leurs ceintures contre The Fabulous Ones (en) (Stan Lane et Steve Keirn (en)). Des tensions apparaissent dans le clan de Hart et les Bruise Brothers font face à The Grapplers (Len Denton (en) et Tony Anthony), dans un « losers no longer managed by Jimmy Hart », le 26 décembre. The Grapplers gagnent perdent et se retrouvent sans manager. Rapidement, Cash remplace Graham par Maddog Boyd. Cash et Boyd, commencent une rivalité avec Eddie Gilbert (en) en volant un portrait de ce dernier, qu'il montrait chaque semaine et qu'il proposait d'offrir aux spectateurs qui devaient écrire une lettre pour participer à une loterie.

### Southeastern Championship Wrestling(1984-1985)
Cash joint la Southeastern Championship Wrestling (en) de Ron Fuller (wrestler) (en) qui était présente en Alabama et dans le Tennessee. Il remporte son premier tire en seul face à Boris Zhukov pour le NWA Alabama Heavyweight Championship (en) en septembre 1984. Il garde le titre pendant deux mois avant de le perdre face à Lord Humongous (en) (joué par Jeff Van Camp Sr. (en)). Il gagne le NWA Alabama Heavyweight Championship (en) face à Jimmy Golden (en) en janvier 1985. Deux mois plus tard, il le perd face à Boomer Lynch.

### Central States Wrestling(1986-1987)
Cash commence à travailler à la Central States Wrestling (en) au début de l'année 1987. Il crée une équipe avec Ken Timbs et défient les champions Rick McCord et Bart Batten pour le NWA Central States Tag Team Championship (en). Cash et Timbs ont le titre le 3 avril, mais il est déclaré vacant parce que Cash a utilisé un objet pendant le match. Dans le match revanche, le 10 avril, Cash et Timbs battent McCord et Batten une nouvelle fois pour gagner officiellement le championnat. Timbs quitte la fédération et les titres sont vacants une nouvelle fois.
Cash remporte brièvement le NWA Central States Heavyweight Championship (en) en battant Rufus R. Jones (en), mais il perd la ceinture une semaine plus tard dans la revanche. Il retourne à la compétition en équipe avec Ric McCord pour remporter le NWA Central States Tag Team Championship encore une fois. Ils battent The Batten Twins (en) (Brad et Bart) le 9 novembre, mais perdent contre les Montana Cowboys (Mike Stone et Rick Patterson) le 26 novembre. Lors de sa période dans la fédération, Cash est également manager, se faisant appeler « The Boss » Porkchop Cash en aidant les catcheurs Russell Sapp et « Krusher » Karl Kovac.

### World Wrestling Federation(1988)
Cash travaille à la World Wrestling Federation entre juillet et octobre 1988.

### Universal Championship Wrestling(1988-1990)
Rapidement après son travail à Central States, Cash est resté proche de cette zone en travaillant pour l'Universal Championship Wrestling de Bert Prentice à Wichita dans le Kansas. Il commence une rivalité avec son ancien partenaire Ric McCord pour essayer de remporter le titre North American Heavyweight. Porkchop feude aussi avec Rufus R. Jones (en) et son neveu Boogaloo Jones, en faisant parfois équipe avec un autre heel, l'imitateur de Dusty Rhodes, Randy Rhodes. Porkchop gagne le championnat en single contre Ric McCord en novembre 1990, le perdant contre ce dernier quelques semaines plus tard.

## Semi-retraite
Quelques années plus tard, Porkchop Cash sort de sa retraite pour un match à trois équipes contre le The Rock 'n' Roll Express (en) et le The Midnight Express (professional wrestling) (en). Il s'allie à son ancien rival Koko B. Ware et forment le PYT Express.
Le 21 janvier 2005, Cash bat The Psycho pour remporte le championnat poids moyen de la NWA du Mississippi. Il conserve le titre pendant plus d'un an avant de le perdre contre Brother Love (qui ne doit pas être confondu avec l'homonyme de la World Wrestling Entertainment incarné par Bruce Prichard). Porkchop Cash est maintenant partiellement retraité et mais catche occasionnellement dans des spectacles indépendants.

## Vie personnelle
Floyd Womack (en) de l'équipe des Seahawks de Seattle de la National Football League a reçu le surnom de « Pork Chop Womack » de sa mère qui trouvait qu'il ressemblait à Porkchop Cash.

## Palmarès
- Central States Wrestling (en)
  - NWA Central States Heavyweight Championship (en) (1 fois)[23]
  - NWA Central States Tag Team Championship (en) (2 fois) avec Ken Timbs (en) (1) et Rick McCord (1)[22]
- Georgia Championship Wrestling (en)
  - NWA Central States Tag Team Championship (en) (1 fois) avec Tom Jones[8]
- Mid-Atlantic Championship Wrestling (en)
  - NWA Central States Tag Team Championship (en) (2 fois) avec Jay Youngblood (en) (1) et Iceman King Parsons(1)[12]
- Missouri Wrestling Federation / Midwest Wrestling Federation
  - MWF Tag Team Championship (1 fois) avec Nemesis[28]
- NWA Battlezone
  - NWA Mississippi Cruiserwight Championship (1 fois)[26]
- NWA Hollywood Wrestling (en)
  - NWA Central States Heavyweight Championship (en) (2 fois)[5]
  - NWA Americas Tag Team Championship (en) (4 fois) avec Manny Soto (1), Víctor Rivera (professional wrestler) (en) (1), S.D. Jones (en) (1) et Frank Monte (1)[6]
- NWA Mid-America - Continental Wrestling Association
  - NWA Southern Tag Team Championship (Mid-America version) (en) (1 fois) avec Gorgeous George, Jr.[9]
  - AWA Southern Tag Team Championship (en) (2 fois) avec Dream Machine (Troy Graham (en))[15]
- NWA Tri-State (en)
  - NWA Tri-State Tag Team Championship (en) (1 fois) avec Doug Somers (en)[11]
  - NWA United States Tag Team Championship (Tri-State version) (en) (2 fois) avec Mike George (wrestler) (en) (1) et Dr X[10]
- Southeastern Championship Wrestling (en)
  - NWA Tri-State Tag Team Championship (en) (1 fois) [20]
  - NWA Southeastern Heavyweight Championship (Northern Division) (en)[21]